# Izquierda Republicana (Italia)
Izquierda Republicana (Sinistra Repubblicana) (SR) fue un partido político italiano fundado el 30 de enero de 1994 como una escisión del Partido Republicano Italiano (PRI).
Después de que Giorgio Malfa hubiera asumido la secretaría del PRI en sustitución de Giorgio Bogi en enero de 1994, el Consejo Nacional del partido decidió abandonar Alianza Democrática (en la que el PRI se había integrado) y entrar en la coalición Pacto por Italia. Tras ello Giorgio Bogi, Giuseppe Ayala and Libero Gualtieri reaccionaron dejaron el PRI, dando a luz al Izquierda Republicana, que sí continuó perteneciendo a Alianza Democrática.
El 13 de febrero de 1998, la Izquierda Republicana se fusionó junto en el Partido Democrático de la Izquierda y otros grupos, dando lugar a Demócratas de Izquierda (DS). Izquierda Republicana continuó como una corriente de centro-izquierda dentro de DS.
- Datos: Q3179208